# Fred Figglehorn

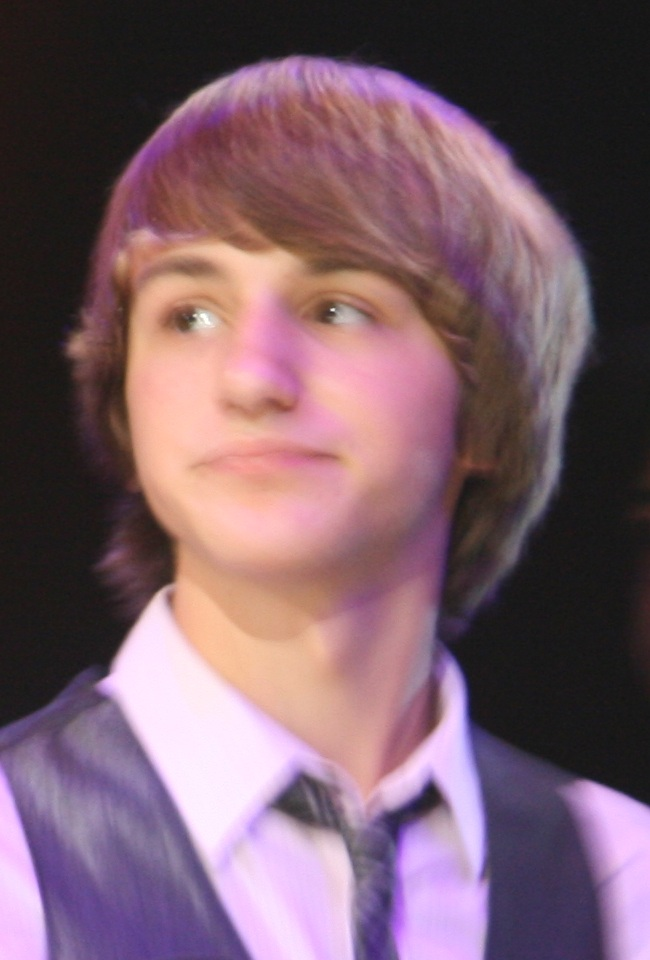

Fred Figglehorn (estilizado na página da web e em Camisetas como FЯED) era um personagem fictício criado e retratado pelo ator americano Lucas Cruikshank. Fred era um garoto de seis anos de idade, com voz aguda, vida familiar disfuncional e "problemas de controle da raiva".
O personagem de Fred é retratado por Lucas Cruikshank.
Cruikshank introduziu o personagem Fred Figglehorn no canal de vídeos no JKL Productions no YouTube com seus primos, Jon e Katie (sobrenome desconhecido). Ele criou o canal de Fred, em Outubro de 2005. Em abril de 2009, o canal teve mais de 1.000.000 assinantes, tornando-se o primeiro canal do YouTube para bater um milhão de assinantes e o canal mais inscrito na época. No entanto, em 20 de agosto de 2009, celebridades YouTube Ryan Higa e Sean Fujiyoshi e seu canal, Nigahiga, ultrapassou o canal de Fred como o canal mais subscrito de todos os tempos.
A partir de janeiro de 2010, o canal de Fred recebeu mais de 74 milhões de visualizações de canal, mais de 430 milhões de visualizações de vídeos desde o seu lançamento, e com mais de 1,5 milhões de assinantes do canal, está listado como o número dois de todos os tempos mais subscrito canal YouTube. Lucas fez muitas aparições em seriados como iCarly e Hannah Montana, por exemplo. Embora Cruikshank faça a voz de Fred, o áudio é editado digitalmente para soar mais agudo do que verdadeira voz de Cruikshank.
Em 2010, foi lançado o filme de Fred, "Fred: The Movie", que conteve a participação de Jennette McCurdy, a Sam de iCarly como Bertha, sua melhor amiga.
Em 2011, foi lançado a sequência do primeiro filme, com o título "Fred 2: Night of the Living Fred", onde Fred desconfia que seu novo professor de música é um vampiro.